# Skandinavische Verteidigung
|   | a | b | c | d | e | f | g | h |   |
| 8 |   |   |   |   |   |   |   |   | 8 |
| 7 |   |   |   |   |   |   |   |   | 7 |
| 6 |   |   |   |   |   |   |   |   | 6 |
| 5 |   |   |   |   |   |   |   |   | 5 |
| 4 |   |   |   |   |   |   |   |   | 4 |
| 3 |   |   |   |   |   |   |   |   | 3 |
| 2 |   |   |   |   |   |   |   |   | 2 |
| 1 |   |   |   |   |   |   |   |   | 1 |
|   | a | b | c | d | e | f | g | h |   |

Die Grundstellung der Skandinavischen Verteidigung nach 1. e2–e4 d7–d5
Die Skandinavische Verteidigung ist eine Eröffnung des Schachspiels. Sie beginnt mit den Zügen 1. e2–e4 d7–d5 und zählt damit zu den Halboffenen Spielen. Sie ist mit dem ECO-Schlüssel B01 klassifiziert. Die Eröffnung ist auf Großmeisterebene ebenso anzutreffen wie auf Vereinsspielerniveau. In der Turnierpraxis wird nach 1. e2–e4 bei etwa 3,5 Prozent aller Partien 1. … d7–d5 entgegnet.

## Geschichte
Die Skandinavische Verteidigung wurde bereits Ende des 15. Jahrhunderts (wahrscheinlich 1497) von Lucena erwähnt und 1858 von Adolf Anderssen in seinem Wettkampf gegen Paul Morphy in die Turnierpraxis auf hohem Spielniveau eingeführt. 1934 war sie Gegenstand der sogenannten Peruanischen Unsterblichen Partie. Sie galt lange als nicht vollwertig, da ihr Charakteristikum – das schnelle Eingreifen der Dame – der klassischen Eröffnungsstrategie widerspricht. In der 14. Partie des Wettkampfes um die Schachweltmeisterschaft der PCA 1995 zwischen Garri Kasparow und Viswanathan Anand wählte der Inder völlig überraschend die Skandinavische Verteidigung, erreichte als Schwarz ein gutes Spiel, verlor die Partie aber letztlich. Matthias Wahls leistete 1997 mit seiner Monografie einen wichtigen Beitrag zur Durchdringung und Popularisierung der Eröffnung. Skandinavisch wird in den letzten Jahren (Stand 2020) von der Weltspitze ausschließlich als Überraschungswaffe gespielt und führt häufig zu leicht vorteilhafter Stellung für Weiß.

## Charakteristik und Varianten
Die Skandinavische Verteidigung führt zum Abtausch des weißen e-Bauern gegen den schwarzen d-Bauern, wobei üblicherweise alle anderen Bauern auf ihren Linien verbleiben. Insofern besteht eine strukturelle Ähnlichkeit zum klassischen System der Caro-Kann-Verteidigung. Schwarz entwickelt seinen weißfeldrigen Läufer und hemmt den weißen Vormarsch im Zentrum, indem er Bauern auf e6 und c6 platziert. Weiß bemüht sich dagegen, seinen Raumvorteil und die exponierte Stellung der schwarzen Dame auszunutzen.
Die Hauptvariante beginnt mit 2. e4xd5 Dd8xd5 3. Sb1–c3 Dd5–a5. Nach den natürlichen Zügen 4. d2–d4 Sg8–f6 5. Lf1–c4 wird 5. … c7–c6 6. Lc1–d2 als Kupreitschik-Variante bezeichnet. Nach weiterem 6. … Lc8–f5 7. Sg1–f3 e7–e6 8. Sc3–d5 Da5–d8 9. Sd5xf6+ Dd8xf6 fand Alexei Schirow 1997 in Madrid gegen Waleri Borissowitsch Salow 10. Dd1–e2! am Brett. 5. Sg1–f3 Lc8–g4 6. Lc1–f4 geschah in der Peruanischen Unsterblichen. 
Spielbar ist auch 3. … Dd5–d6, was beispielsweise in der Großmeisterpartie zwischen Christian Bauer und Francisco Vallejo Pons 2005 zur Debatte stand. Mit ähnlichen Ideen kann auch 3. … Dd5–d8 erfolgen, womit Emir Dizdarević gegen den höher einzuschätzenden Alexei Schirow auf der Olympiade 2004 erfolgreich war.
Nach 2. … Sg8–f6 wird das zweischneidige „Skandinavische Gambit“ eingeleitet, was in der Regel zu scharfem Spiel führt, wenn Schwarz einen Bauern opfert, etwa nach 3. c2–c4 e7–e6 oder nach 3. d2–d4 Lc8–g4 4. f2–f3. Das Bauernopfer 3. … c7–c6, wie es quasi in Hübner – Thomas Luther, 74. Deutsche Einzelmeisterschaft, Saarbrücken 2002 angeboten wurde, führt nach der Ablehnung 4. d2–d4 c6xd5 zum Panow-Angriff der Caro-Kann-Verteidigung. Weiß kann aber auch, wie in der im Jahr 2000 in Lausanne gespielten Partie zwischen Alexander Grischtschuk und Wladimir Malachow, ruhig mit 3. Sg1–f3 fortsetzen. Das sollte nach 3. … Sf6xd5 4. d2–d4 in dieselben ruhigen Fahrwasser wie 3. d2–d4 Sf6xd5 4. Sg1–f3 führen.
2. Sg1–f3 führt zum Tennison-Gambit.